# グランドレッド
『グランドレッド』 (GRANDREAD) は、1997年11月27日にバンプレストから発売された、セガサターン用SFウォー・シミュレーションゲーム。プロデューサーは寺田貴信、キャラクター原案は細野不二彦。

## 概要
スペースオペラを基調としたヘクスマップのターン制シミュレーション。コンパチヒーローシリーズに登場するバンプレストオリジナルキャラクターのエミィとロアが出演している。シナリオについてはマルチエンディングを採用しており、ストーリー中いくつか選択肢がある。
なお、作中でのグランドレッドとは、ユニットの種別のひとつで、意志を持った戦艦である。スーパーロボット大戦OGシリーズにおいては、それらの設定をベースとしたユニットが登場する。

## あらすじ
u.c.1715年（西暦4326年）、地球人の銀河連邦宙軍士官候補生ナグモは、地球の士官学校で仲間達と訓練に励んでいた。無事に任官試験（卒業試験）をクリアしたナグモ達だったが、直後に太陽系は未知の異星人の襲撃を受ける。ナグモ達は急遽教官を指揮官とする部隊に編成され木星軌道上での防衛戦に参加するが、強力な異星人艦隊との戦闘で壊滅的打撃を受け、ナグモの乗るティーレクス級戦艦も大破してしまう。木星に墜落したナグモ艦を救ったのは、木星で眠っていた古代文明の遺産・化神艦ドラゴナリスだった。

## 世界設定

### ティビエス文明
約13億年前に全宇宙をオルトネア汎銀河帝国として支配した、宇宙最古の文明。ダイソン球を建造出来るほど高度な科学力を持っていた。強力な戦艦型生命体ナイナータをもって数多の星系を征服し2億年間にも渡って栄えたが、約11億年前に内部分裂を起こし滅亡した。主要構成種族だったティビアン人は、テーバイ人とバラマネ人の共通の祖先である。

### 化神艦（グランドレッド）
戦艦型生命体ナイナータの内、特に強力な8隻の総称。ティビアン人が建造した7隻と古代ライノー人が建造した1隻を指す。ティビアン人が建造した7隻はオルトネア汎銀河帝国滅亡後に統制を失い暴走し、遺構兵器群を率いて全宇宙に破壊をもたらした。他の宇宙艦や生命体を吸収し無限に成長することが出来る。ゲーム中に登場するのは以下の4隻。
ドラゴナリス
古代ライノー人によって建造された白い化神艦。ライノー人の大賢者アル・アジファが自らの身を精神中枢として供し、クルーは全員ライノー人の賢者で構成された。統制を失ったティビアン人の7隻の化神艦と1000年間に渡って戦い続け、クルー全員の命と引き換えに7隻全ての封印に成功し、辺境の惑星（太陽系の木星）で眠りについていた。バラマネ帝国が太陽系に侵攻した際、その艦隊に加わっていた化神艦タイガノアに反応して覚醒、墜落してきたティーレクス級戦艦を吸収しナグモを艦長として認証した。
タイガノア
バラマネ帝国が保有する赤と黒の化神艦。艦長はアムリータ人のクルフト・カイザー。後にドラゴナリスに吸収されてしまう。
ウォーパンディア
バラマネ帝国が保有する黄金の化神艦。皇帝バンガードの座乗艦。
フェノッサ
遺構兵器と共に戦い続ける赤い化神艦。艦長は遺構兵器のロア。特殊なシールドを装備しており、化神艦でないとダメージを与えられない。

### ホフマン面
西暦2221年に地球人の科学者アルブレヒト・ホフマンによって提唱された宇宙を平面化する技術、ホフマンフィールド理論によって生成された平面宇宙の呼称。速度を上げるのではなく、空間を圧縮し距離を縮めることで宇宙における高速移動を可能にした。通常の宇宙艦はホフマン面上に堆積した星間物質の「海」の上を航行し、潜宙艦はその「海」の中を潜航することが出来る。西暦2455年に太陽系が、西暦2611年に天の川銀河がホフマン面化された。

### 念戦
ライノー人によってもたらされた、一種の超能力によって艦船等を操縦する技能。精神ブースターの使用により攻撃・防御・回復などの様々な効果を発揮する。稀に地球人の中に極めて念戦素質の高い者が生まれる事がある。

## 組織
銀河連邦
u.c.1693年（西暦4304年）にテーバイ人と地球人が中心となって結成された宇宙機関。テーバイ人や地球人の他にも、テイクセイア人、グロア人、アシュクロフト人など多数の種族で構成されている。強力な宙軍を保有する。
バラマネ帝国
u.c.1715年（西暦4326年）に銀河連邦に対し侵略を開始した、軍事独裁国家。バラマネ人と、バラマネ人によって征服されたアムリータ人によって構成される。化神艦を2隻保有しており、軍事力は銀河連邦宙軍を凌駕する。
ジャパンシャフト
地球のネオアキハバラと、そこに建つ軌道エレベーターおよびその上空に位置する宇宙ステーションによって構成される自治領。イーダ侯爵によって統治される。領民は日本の伝統文化の継承を目的とした日系地球人の末裔だが、彼らが参考にした古代の資料は「漫画」と「時代劇のビデオ」であったために、かなり間違った日本を体現している。男性はチョンマゲが基本。独自の宙軍を保有しているが、それを構成する兵器は牛車型の戦艦や扇子型の戦闘機など奇抜なデザインながら、性能は連邦宙軍の主力兵器よりも高いものが多い。

## 種族
地球人（太陽系人）
太陽系第3惑星発祥のヒューマノイド。西暦2216年に初の統一国家である地球連邦が成立。「ホフマンフィールド理論」の完成により大規模な宇宙進出を開始。u.c.518年（西暦3129年）にテーバイ人とファーストコンタクトを果たしたが、その際に誤解から6日間に渡り戦争状態になった。u.c.1693年（西暦4304年）にはテーバイ人などと共に銀河連邦を創設、その主要構成種族となる。銀河連邦内では、好戦的で戦闘に長けた種族という評価を受けており、連邦宙軍で活躍する者が多い。なお、テーバイには「地球人は古代テーバイ人によって知性化された種族である」という学説があり、これを信じる一部のテーバイ人からは劣等種と看做されている。
イルカ
地球人によって知性化された海の哺乳類。陸上では2本のマニピュレーターを備えた多脚歩行器に乗って活動する。地球人との関係は非常に良好。

テーバイ人
テーバイ星発祥のヒューマノイド。左右それぞれの眼球に瞳を2つずつ持つ「双瞳」が特徴。それ以外は地球人と全く同じ外見をしている。古代テーバイ人はオルトネア汎銀河帝国の主要構成種族の1つで、ティビエス文明滅亡後に帝国を継承した種族でもある。当時、テーバイ人は近隣惑星の原始動物を知性化した上で愛玩用動物として売買していた。倫理面での議論を経た現在、表向きは進んだ文明社会を築いている様に見えるが、歴史的背景から自分達を他種族より優れていると考える風潮が根強く残っている。テーバイ星は地球と同様に衛星を1つ持つ。
テイクセイア人
テーバイ人によって知性化されたネコ型ヒューマノイド。尻尾が3本あるのが特徴。現在はテーバイから完全に独立している。
クロト人
テーバイ人によって知性化されたリス型ヒューマノイド。上半身よりも大きな尻尾が特徴。テイクセイア人と異なりテーバイからは独立しておらず、銀河連邦内ではテーバイと同等の権利を認められているものの、テーバイでは被支配種族として扱われ搾取されている。後にテーバイに対し独立戦争を起こし、ナグモやグロア人の協力を得てテーバイに独立を認めせる事に成功した。ちなみにテーバイ人がクロト人に対して使う蔑称は「豆かじり」。クロト星は等間隔に離れた衛星を3つ持つ。

ライノー人
ライノー星発祥のヒューマノイド。褐色の肌と白い毛に覆われた細長い尻尾、そして男性は頭頂部から1本、女性は後頭部から2本生えている大きな角が特徴。それ以外は地球人と全く同じ外見をしている。オルトネア汎銀河帝国の時代から続く種族だが、化神艦封印後は母星に引き篭もり歴史の表舞台から消えていたため、伝説の中で語られる類の存在となっていた。高度な精神文化を持ち、念戦能力に長けている。争いを好まない種族だが、封印を破った化神艦と戦う為に一部のライノー人が再び歴史の表舞台に臨んだ。地球における産業化以前の文化で着用されていたような衣服を好む。ライノー星は連星で衛星を5つ持ち、実はテーバイ星よりも太陽系に近い位置にある。
グロア人
銀河連邦を構成するグロア星発祥のトカゲ型ヒューマノイド。高い知性を持つと同時に、勇敢な戦士でもある。しかし考え方の古い首脳陣が自軍戦力を過信したためにグロア宙軍は帝国軍の策にはまって壊滅、グロア星は占領されてしまった。グロア星は天の川銀河の辺縁部に位置する。
アシュクロフト人
銀河連邦を構成するアシュクロフト星発祥のヒューマノイド。耳が尖っている以外に地球人との外見的な差異は特にないが、一般的に地球人より大柄である。両性具有だが男女両方の肉体的特長が混在しているのではなく、周期的に男性・女性・男性・女性・男性……と肉体の性別が変化するという、特異な性質を持っている。そのため、完全に性別が分かれている種族との恋愛は困難を伴う。
ボリス人
銀河連邦を構成するボリス星発祥のナマズ型ヒューマノイド。ずんぐりむっくりな体は赤く、頭部からはエラのようなものが多数生えているのが特徴。ボリス星は海洋惑星である。
ルバット人
銀河連邦を構成するルバット星発祥の植物型知的生命体。非ヒューマノイド。「木」としか形容のしようがない容姿で、非常に長命なのが特徴。1万歳を超える固体も存在する。一般的には250歳前後で地面に根付き動かなくなる。
ロイザ人
銀河連邦を構成するロイザ星発祥の軟体生物型知的生命体。非ヒューマノイド。母星の外で活動する場合には、特殊なスーツの中に入って人型を保つ。
ダイビーズ人
銀河連邦を構成するダイビーズ星発祥のエビ型知的生命体。非ヒューマノイド。固体としてはそれほど知能の高くない小さなエビのような生物なのだが、数万体集まって群体を形成すると高度な知性が発生するという特殊な種族。母星はすでに消滅しており、特殊な人型スーツの1体の中に全ダイビーズ人が入って活動している。
ヌンテール人
銀河連邦を構成するヌンテール星発祥のヒューマノイド。グレイのプロポーションをより地球人に近付けたような外見。体色は白く、男性は頭部の真ん中に突起があるのが特徴。見た目の印象に反して平和的な種族で、会話は歌のように聞こえる。ゲーム中では唯一汎用キャラクターしか登場しない。
遺構兵器
ティビエス文明によって造られたアンドロイド。男性型のロアと女性型のエミィの2体が存在する。
バラマネ人
バラマネ帝国を構成するバラマネ星発祥のヒューマノイド。地球人との外見上の差異はない。古代バラマネ人は、テーバイ人と共にオルトネア汎銀河帝国を構成する主要種族の1つだった。衣服の代わりに特殊な植物を身に纏う。バラマネ星は惑星自体が改造されており、半球状である。
アムリータ人
バラマネ帝国を構成するアムリータ星発祥のヒューマノイド。地球人との外見上の差異はない。バラマネ人によって征服された種族で、帝国内での立場は微妙である。衣服の代わりに特殊な植物を身に纏う。後にアムリータ星は要塞ニルリティに搭載された戦略兵器のエネルギー源として使用され消滅し、惑星上に居住していた7億8000万人のアムリータ人は全員死亡した。

## 主な登場人物

### 銀河連邦
ナグモ（「ナグモ」は固定されたラストネームで、ファーストネームのみプレイヤーが任意に設定出来る）　声：銀河万丈(最終話のみ)
地球人男性。主人公（=プレイヤー）。
ゲーム開始時は銀河連邦宙軍士官候補生。バラマネ帝国の侵攻で撃墜された乗艦が木星で眠っていた化神艦ドラゴナリスの上に墜落したことから、波乱の人生を歩む。また彼（=プレイヤー）の選択によって、多くの登場人物がその人生を左右される。将来的にキャティかアンジュのどちらかを妻に迎えることになる。
キャティ・サフォード　声：久川綾
テーバイ人女性。テーバイ政府高官のロンセイド・サフォードと地球人女性の間に生まれたハーフ。ショートカットの金髪と緑の瞳が愛らしい少女。
ナグモとは士官学校の同期で、任官後は化神艦ドラゴナリスのオペレーター兼ナグモの副官を務め、作戦立案も行う才媛。
父親と共にテーバイ星で暮らしていたが、テーバイ人の特徴である「双瞳」を受け継いでおらず、周囲から偏見に満ちた冷たい扱いを受けていた。そのために自身の容貌にコンプレックスを抱くようになってしまっている。そのような事情からテーバイの士官学校ではなく、わざわざ遠く離れた地球の士官学校に入学した。
ナグモに自分の故郷を見せたがったり、レセプションで着用してナグモに褒められたドレスを別の機会にも着て見せたりと、健気な性格。
将来、ナグモの伴侶となる可能性がある女性の1人。
アンジュ・イーダ 声：平松晶子
地球人女性。ジャパンシャフトを治めるイーダ家の姫君。長い黒髪を黄色と黒の碁盤目柄の大きなリボンで纏め、リボンと同柄の着物を着ている少女。
明朗闊達なお転婆姫で、まだ艤装も済んでいない新型戦艦のプロトタイプに乗って出撃する程。ただお転婆なだけではなく、ステータスはゲーム中でもトップクラスである。バラマネの襲撃から助けてくれたナグモを気に入り、慎ましい態度で求婚するという、女性らしい淑やかさも見せる。
一人称は「わらわ」、語尾は「じゃ」。
将来、ナグモの伴侶となる可能性がある女性の1人。
コッポラ・フロス　声：森川智之
地球人男性。茶色の髪をオールバックにした少年で、やや童顔。愛称は「コップ」。
ナグモとは士官学校の同期で、任官後は化神艦ドラゴナリスの副長を務め、ナグモの右腕となる。後にアシュクロフト人のシャルルに気に入られて恋愛関係に。
マンクス・シャルクス　声：塩屋浩三
テイクセイア人男性。小太りで、金魚の耳飾を付けている。ナグモとは士官学校の同期。
種族の特性上、機動ユニット（戦闘機）パイロットとしてうってつけの人材。
スリーブ・キルディス　声：松下美由紀
クロト人女性。ナグモとは士官学校の同期。一見気弱そうだが、クロト人であることに誇りを持っており、独立戦争勃発時にはクロト軍に参加した。
種族の特性上、哨戒艇の索敵手としてうってつけの人材。
ファッティー・ペイ　声：長島雄一
雄イルカ。ナグモとは士官学校の同期。ナグモ艦隊に加わったアンジュに密かな思いを寄せている。
種族の特性上、潜宙艦乗りとしてうってつけの人材。
マーサ・セヤン　声：沢海陽子
テーバイ人女性。木星圏防衛戦でナグモと同じティーレクス級戦艦に乗っていた連邦宙軍士官。手錠のようなデザインのごつい眼鏡をかけている。墜落時に化神艦ドラゴナリスに吸収されてしまい、精神体となる。
化神艦の情報を提供してくれるキーキャラクター。
シャルル・キルヒャー　声：渡辺久美子
アシュクロフト人。金髪モヒカン頭の豪放な人物。ナグモ艦隊の拠点となるドック艦アルバトロスの艦長。コッポラを気に入って積極的にアピールし、彼の心を掴んだ。
ハリー・グレイ　声：若本規夫
地球人男性。ウェーブのかかった髪に精悍な顔付きの連邦宙軍エースパイロット。英雄として知られる存在で、ナグモの兄貴分となる。ストーリー展開次第では、ナグモの部下として指揮下に入る事もある。
コモドアス・ドアル　声：相沢正輝
グロア人男性。グロア宙軍大将だったが、グロア軍壊滅後は連邦宙軍大尉としてナグモ艦隊に加わる。グロア星からの脱出を支援したナグモの為に困難な任務にも率先して志願し、またクロト独立戦争に義勇軍として参加するなど、情に厚い人物。
マックス・フーバー　声：塩屋浩三
地球人男性。禿で太っているが目付きの鋭い連邦宙軍中将。自信過剰で頑固なため、軍人としての能力はあまり高くない。
ゲームの進行具合によっては、驚異的な早さで昇進し続けたナグモに階級を追い越されてしまう。
ロージュー・タナカ　声：青野武
地球人男性。ジャパンシャフトを治めるイーダ家の家老。アンジュの守役を務める気骨のある老武士。家老という地位の為か、統率能力が高い。
ロンセイド・サフォード　声：青野武
テーバイ人男性。キャティの父親。テーバイ政府の高官で、連邦宙軍を統率する文官でもある。
若い頃地球に外交官として赴任していたことがあり、その時期に知り合った地球人女性との間にキャティをもうけた。しかしテーバイ星に栄転する辞令を受け、キャティを連れて地球を離れた。2人を追ってテーバイに向かったキャティの母親がその道中で事故死したことから、娘との間に溝が出来てしまった。
アシッド・ジャマン　声：岡和男
地球人男性。地球の連邦宙軍士官学校でナグモ達の教官を務めた宙軍士官。木星圏防衛戦で戦死。

### バラマネ帝国
バンガード　声：柴田秀勝
バラマネ人。化神艦ウォーパンディアを駆るバラマネ帝国皇帝。白銀の甲冑のような装束で全身を包んでおり、本来どのような姿なのかは窺い知れない。
クルフト・カイザー　声：石田彰
アムリータ人男性。旧アムリータ王国の王子。化神艦タイガノアを駆る帝国宙軍の指揮官。主人公の前に何度も立ち塞がる、いわゆるライバルキャラクターである。バラマネ人に征服された故郷の同胞と妹ネリシアのためにバンガードに仕えており、卑劣な作戦や人道に反する行為を嫌う。
ナグモ（=プレイヤー）の選択によっては、帝国に対して反乱を起こす可能性がある。
ネリシア・アルシャタット　声：根谷美智子
アムリータ人女性。旧アムリータ王国の王女。カイザーの妹で、乗艦が遭難していたところをナグモに救助された。華奢な箱入り娘だが、戦争末期には無用の犠牲を出さないために自ら和平使節となることを申し出るなど、気丈な一面も見せる。
ユガ　声：中博史
バラマネ人男性。帝国四大将軍の1人。花の蕾のようなローブに包まった老人で、帝国将軍達のリーダー格。主にバラマネ星の防衛を担当している。
デリダ　声：檜山修之
バラマネ人男性。帝国四大将軍の1人。紫の肌をした小男で、卑怯卑劣な手段を好んで用いる。ナグモ艦隊に敗れ続けた結果、粛清されてしまう。
ザンバ　声：飛田展男
バラマネ人男性。帝国四大将軍の1人。青い髪に青い肌の巨漢で、正々堂々と戦うことを好む。兵器マニアでもある。同僚ドゥルーズの妹マリシェイとは恋仲。
ナグモ（=プレイヤー）の選択とゲームの進行具合によっては、ナグモ艦隊に加わる可能性がある。
ドゥルーズ　声：緒方恵美
バラマネ人女性。帝国四大将軍の1人。赤い裏地の黒装束に身を包んだ麗人で、冷徹だが妹マリシェイの事となると情を見せる。
マリシェイ　声：川上とも子
バラマネ人女性。ドゥルーズの妹でザンバの恋人。短い金髪で、戦場に出るザンバのことをいつも心配している優しい少女。しかしザンバが戦死したと騙され、憎しみに取り付かれて自らをザイボーグ化し戦いに出てしまう。
ファル・クゥル　声：今井由香
バラマネ人女性。土星圏へ向かう途中のナグモ艦隊をトロヤ群で待ち伏せて襲った帝国宙軍の指揮官。赤い髪の活発な女性で、腕の良い機動ユニット（戦闘機）パイロットでもある。
ナグモ（=プレイヤー）の選択とゲームの進行具合によっては、ナグモ艦隊に加わる可能性がある。

### その他の人物
パル・コイジャ　声：渡辺美佐
ライノー人女性。賢者ゴルの娘。乗っていた難民船が帝国宙軍に襲撃されたところをナグモ艦隊によって助け出された、思慮深い黒髪の少女。救助後は父親と共にナグモ艦隊に加わり、化神艦などのライノーに伝わる伝説について解説してくれる。
高い念戦能力を持ち、防御・回復技能に秀でている。
ゴル・コイジャ　声：大友龍三郎
ライノー人男性。ライノーの賢者（指導者）で、パルの父親。乗っていた難民船が帝国宙軍に襲撃されたところをナグモ艦隊によって助け出された。救助後は娘と共にナグモ艦隊に加わり、軍師を務める。
頭部の角が一般のライノー人よりかなり太く、豊かなアゴ鬚に筋骨隆々の身体をしている。見た目と違い頭脳派で、彼が仲間にいると各ステージ開始時に選択可能な初期配置の選択肢が増える。
ロア　声：三木眞一郎
男性型遺構兵器。ティビエス文明によって造られたアンドロイドで、化神艦フェノッサを駆る。
ナグモ（=プレイヤー）の選択とゲームの進行具合によっては、ナグモ艦隊に加わる可能性がある。
エミィ　声：根谷美智子
女性型遺構兵器。ティビエス文明によって造られたアンドロイドで、遺構兵器群を統制する機能を持つ。
ナグモ（=プレイヤー）の選択とゲームの進行具合によっては、ナグモ艦隊に加わる可能性がある。
ルーミック・マッコム　声：篠原恵美
地球人女性。西暦2061年にバーナード星系に向けて地球を出発した、バサード推進移民船の一番艦「バサード号」に乗っていた少女。
バサード号は西暦2114年にメインコンピューターの故障で遭難し、以来行方不明になっていたが、漂流しているところを偶然ナグモ艦隊に発見され救助された。しかし生存者は彼女1人だけだった。コールドスリープ状態にあったため、出発した時と同じ姿のままである。
攻撃系の念戦能力がある。ナグモ（=プレイヤー）の選択によって、その後の人生を最も大きく変えられる人物。
アーニー・タム　声：今井由香
地球人女性。地球出身のアイドルで、前線に乗り込んで慰問コンサートを行い人気を博す。身勝手な性格で周りを振り回し続けていたが、自身の我が侭のせいで死人が出そうになった事件を経て、言動を慎むようになった。

## 兵器

### 銀河連邦宙軍
戦艦
- ティーレクス級 - ゲーム開始初期の連邦宙軍標準戦艦。
- サイズモ級 - ティーレクス級の後継として建造された、連邦宙軍標準戦艦。機動性や火力など、あらゆる面でティーレクス級を凌駕する。
- アルタネート級 - 一番艦のみ建造、マックス・フーバー中将の座乗艦。艦首に大口径砲【ウルテマ砲】を持つ。
- テンプルエイヘ級（ジャパンシャフト） - 外見は牛車の形をしている。ティーレクス級よりも装甲がやや厚く、攻撃範囲も広い。

潜宙艦
- ドルフィン級 - 鹵獲した帝国のダゴン級を改修したもの。
- ヤクモ級（ジャパンシャフト） - 外見は駕籠の形をしている。潜航時間の面で、ダゴン級やドルフィン級を凌駕する。

機動母艦
- ホエール級 - 連邦宙軍の標準的な機動母艦。
- キヨミズ級（ジャパンシャフト） - 外見は駕籠の形をしている。

対潜駆逐艦
- シャーク級
- サドガシマ級（ジャパンシャフト） - 外見は蔵（土蔵）の形をしている。

対機動駆逐艦
- オルカ級 - シャーク級を上下逆さまにしたような外見を持つ。

戦闘艇
- イーグル級 - 連邦宙軍主力戦闘攻撃機。急降下爆撃を得意とする。
- サスケ級（ジャパンシャフト） - 外見は広げた扇子の形をしている。日の丸マーク入り。

哨戒艇
- フライ級 - 連邦宙軍の標準的な哨戒艇。戦闘力は皆無に等しい。
- ヒキャク級（ジャパンシャフト） - 外見は文箱の形をしている。

雷撃艇
- ワスプ級
- ヘッジホッグ級
- シンゲン級（ジャパンシャフト） - 外見は手裏剣の形をしている。

爆撃艇
- レイヴン級

念戦艇
- ジハド級 - ライノー製。
- ジハド改級
- ミヤジマ級（ジャパンシャフト） - 外見は鳥居の形をしている。

補給艇
- シュリンプ級

SAM輸送艇
- バタフライ級

SAM
- ウルフ級 - 連邦宙軍の標準的なSAM（パワードスーツのようなもの）。要塞・拠点攻撃に圧倒的な威力を持つ。
- ゴールドウルフ級

要塞等
- アルケロン級
- アルバトロス級 - シャルルが乗る工作艦。いくつかのシナリオで主人公艦隊の拠点となる。
- アレフ級 - 100ユニットを運用出来る巨大な移動要塞。移動力は低いが、火力はそれなりに持っている。

### バラマネ帝国宙軍
戦艦
- アッティス級 - バラマネ宙軍主力戦艦。初期のマップから中盤に至るまで大量に出現する。
- アスタルテ級
- イシュタール級 - アッティス級の後継艦。
- ラークシャ - タイガノアを失った後のクルフト・カイザーの乗艦。

潜宙艦
- ダゴン級
- サーペント級

機動母艦
- ウロボロス級
- レビアタン級

対潜駆逐艦
- ゴブラン級
- オーガー級

対機動駆逐艦
- トロル級

戦闘艇
- ガーゴイル級
- ガーゴイル2級

哨戒艇
- クピド級
- セラフ級

雷撃艇
- グリフォン級

爆撃艇
- スレイプニール級

念戦艇
- ジハド級 - ライノー製。
- ジハド改級

補給艇
- ドローン級

SAM輸送艇
- ワルキューレ級
- スキュラ級

SAM
- クリームヒルト級
- アーグニ - マリシェイの直衛機。インダラと合体可能。
- インダラ - マリシェイの直衛機。アーグニと合体可能。
- アグニンダラ - アーグニとインダラが合体した姿。
- マリシェイ - サイボーグ化されたマリシェイをコアにしている。
- マリシェイデコイ - マリシェイと同じ姿をしており、マリシェイの周囲を守るように展開している。
- ヴァイシュラ - 最新型SAM。ザンバ専用機になる予定だった。ストーリーの選択によって自軍に編入する事が可能で、非常に高い性能を誇る。
- ルシャナ - ドゥルーズ将軍専用機。要塞を超えるスペックを持つ。

要塞等
- セイレーン級 - 恒星のフレアをエネルギーとする固定砲台。
- クロスター級
- チャクラム級 - バラマネ軍の標準的要塞。
- マンティコラ級 - 拠点兵器。ライノー星を封鎖・防衛するため、軌道上に配備されている。
- 太陽真空管 - 拠点兵器。本体は脆いが、「陰極線」という射程が無限の武装を搭載している。
- コッカトリス - 拠点兵器。搭載されている「超巨砲スキゾス」は超射程・高威力であるものの、本体から至近距離にいる対象を攻撃出来ない。
- ニルリティ - 要塞型戦略兵器。惑星をエネルギー源として吸収し、ブラックホール化させて射出する。1発につき惑星1つが必要。
- ヘキサグラン - 惑星6つを強再生性植物で繋げた拠点兵器。司令官はマリシェイ。驚異的な自己修復能力を持つため、破壊するには惑星6つの連結を同時に断つ必要がある。

### その他の兵器
- ピプル - ティビエス文明によって造られた戦闘兵器。
- ピプルス - ピプルの上位種。